# Mikołaj Zieleński
Mikołaj Zieleński (ca.1550 – 1615) was een Poolse componist uit het begin van de 17e eeuw.
Hij werkte als organist en dirigent voor Aartsbisschop Wojchiech Baranowski van Gniezno, de primaat van Polen. Zijn enige uitgave in druk dateert van 1611 en is getiteld Offertoria/Communiones totius anni. Hoewel dit niet bevestigd kan worden, wordt er wel aangenomen dat hij naar Venetië gestuurd is om bij Gabrieli te studeren. Hij mag zonder meer de beste Poolse componist van de vroege barok genoemd worden. Zijn vijfstemmige In monte Olivetti heeft een aantal dubbelkorige trekken, waar de drie bovenstemmen beantwoord worden door de drie benedenstemmen. Het stuk vertoont ook opmerkelijke ritmische contrasten.
- Bibliothèque nationale de France: cb139784238 (data)
- Gemeinsame Normdatei: 134633725
- International Standard Name Identifier: 0000 0001 1625 2112
- Library of Congress Control Number: n85112799
- Nationale Bibliotheek van Letland: 000312508
- MusicBrainz: c1e0fa2b-6271-4a1a-8c3d-445e7f461e66
- Nationale Bibliotheek van Tsjechië: xx0034745
- Nationale Bibliotheek van Israël: 987007451470605171
- Nederlandse Thesaurus van Auteursnamen: 108130673
- Système universitaire de documentation: 15805704X
- Virtual International Authority File: 39570485
- WorldCat: E39PBJvRRv4Mc3jdRY3GRd4g8C